# 951

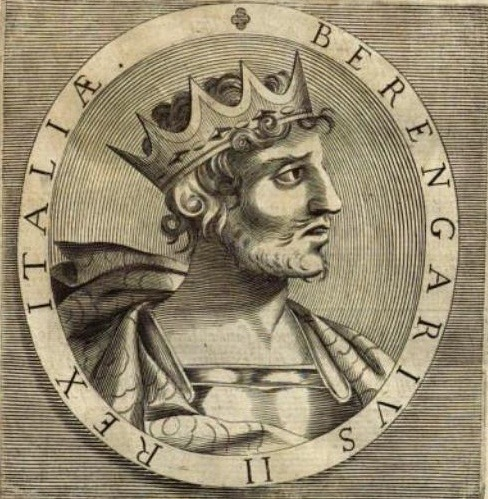
Koning Berengarius II (ca. 900 - 966)

Het jaar 951 is het 51e jaar in de 10e eeuw volgens de christelijke jaartelling.

## Gebeurtenissen

### Europa
- Koning Berengarius II begint een militaire campagne in het noordwesten van Italië en verovert Ligurië. Hij reorganiseert de gebieden ten zuiden van de rivier de Po en verdeelt ze in drie nieuwe marken (grensgebieden). In het westen ontstaat het markgraafschap West-Ligurië en het markgraafschap Turijn. In het oosten wordt het markgraafschap Oost-Ligurië gesticht. Het laatste genoemde omvat het gebied tussen de steden Genua, Parma en Piacenza. Berengarius versterkt de kust van Ligurië met forten om plunderaanvallen van de Saracenen vanaf zee beter te kunnen weerstaan.[1]
- Herfst - Koning Otto I ("de Grote") steekt de Brennerpas over en valt met een Duits expeditieleger Italië binnen. Tijdens zijn veldtocht wordt hij vergezeld door zijn broers Hendrik I, Bruno de Grote en Koenraad de Rode. Otto verjaagt Berengarius II die zich schuil houdt in San Marino. Later, Otto laat zichzelf op 23 september kronen tot "koning van de Lombarden".[2]
- 1 oktober - Otto I ("de Grote") trouwt (inmiddels alweer vijf jaar weduwnaar) in Pavia met de 20-jarige Adelheid, de weduwe van Lotharius II. Na de festiviteiten, Otto stuurt een delegatie naar Rome om samen met paus Agapitius II over een keizerlijke kroning te praten. Prins Alberik II, die de werkelijke macht uitvoert in het Vaticaan, verzet zich tegen dit verzoek.[3]

### Afrika
- Abd al-Rahman III, heerser van Al-Andalus, tekent een vredesverdrag met koning Ordoño III om de vrije hand te hebben tegen de Fatimiden, die langs de kust van Córdoba (huidige Spanje) plunderaanvallen uitvoeren. Abd al-Rahman consolideert zijn greep op Noord-Afrika door Tanger te bezetten.

## Geboren
- Arnulf van Gent, graaf van Holland (overleden 993)
- Gaston II, burggraaf van Béarn (overleden 1012)
- Hendrik II, hertog van Beieren (overleden 995)
- Sidi Mahrez, Tunesisch geleerde (overleden 1022)

## Overleden
- 1 januari - Ramiro II, koning van León (r. 931 - 951)